# Тели, Адмир
Адми́р Те́ли (алб. Admir Teli; 2 июня 1981, Шкодер, Албания) — албанский футболист, защитник. Выступал в сборной Албании.

## Карьера

### Клубная
Воспитанник школы «Влазнии», за которую играл в основном составе с 2000 по 2008 годы (с перерывом 2005/06 в «Эльбасани»). Летом 2008 года подписал контракт с турецкой командой «Хаджеттепе», фарм-клубом команды Турецкой Суперлиги «Генчлербирлиги», вместе с двумя одноклубниками Гилманом Ликой и Джевахиром Сукаем. В клубе не закрепился. В январе 2009 года перешёл в «Карабах».

### В сборной
В сборной провёл 19 игр, забитыми голами не отмечался.

## Достижения
- Чемпион Азербайджана (1): 2013/14